# Équipe du Danemark de curling
L'équipe de Danemark de curling est la sélection qui représente le Danemark dans les compétitions internationales de curling.
En 2017, l'équipe nationale est classé comme nation numéro 9 chez les hommes et 14 chez les femmes.

## Palmarès et résultats

### Palmarès masculin
Titres, trophées et places d'honneur
- Jeux Olympiques Hommes depuis 2002 (4 participation(s))
  - Meilleur résultat : 6ème pour : Jeux Olympiques Hommes - Phase préliminaire

| Jeux olympiques     | Classement | Skip           | Third              | Second         | Lead               | Remplaçant     |
| ------------------- | ---------- | -------------- | ------------------ | -------------- | ------------------ | -------------- |
| Nagano 1998         | NC         | NC             | NC                 | NC             | NC                 | NC             |
| Salt Lake City 2002 | 7e         | Ulrik Schmidt  | Lasse Lavrsen      | Brian Hansen   | Carsten Svensgaard | Frants Gulfer  |
| Turin 2006          | NC         | NC             | NC                 | NC             | NC                 | NC             |
| Vancouver 2010      | 9e         | Ulrik Schmidt  | Johnny Frederiksen | Bo Jensen      | Lars Vilandt       | Mikkel Poulsen |
| Sotchi 2014         | 8e         | Ulrik Schmidt  | Johnny Frederiksen | Bo Jensen      | Lars Vilandt       | Mikkel Poulsen |
| Pyeongchang 2018    | 10e        | Rasmus Stjerne | Johnny Frederiksen | Mikkel Poulsen | Oliver Dupont      | Morten Thomsen |

- Championnats du monde Hommes depuis 1959
  - Meilleur résultat : 2ème
  - 1 fois deuxième en 2016
  - 1 fois troisième en 1985
- Championnats d'Europe Hommes depuis 1975
  - Meilleur résultat : 2ème
  - 5 fois deuxième en 2010, 2000, 1999, 1997, 1993
  - 5 fois troisième en 2011, 2007, 2003, 1981, 1978

### Palmarès féminin

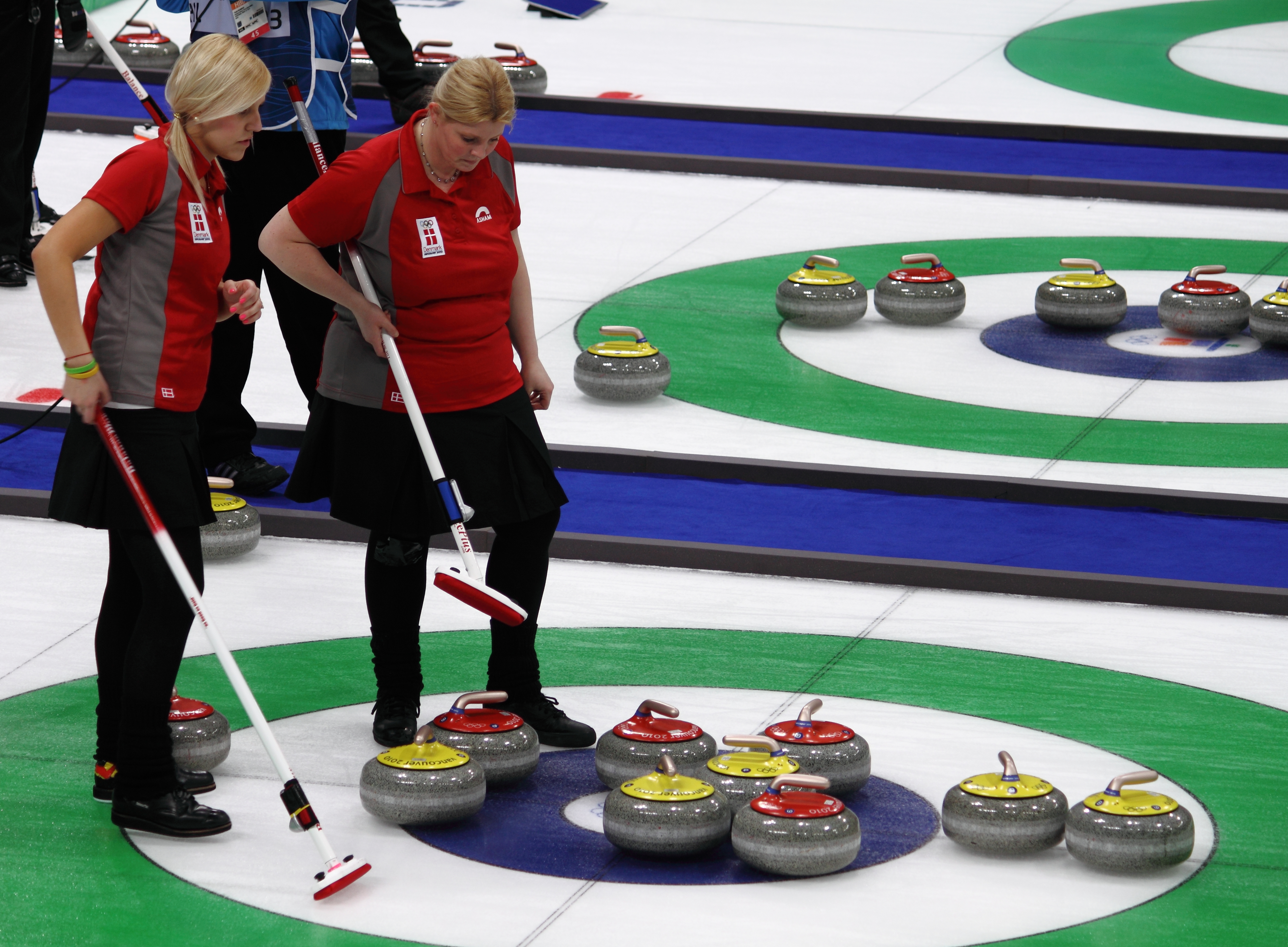
équipe féminine, Vancouver 2010

Titres, trophées et places d'honneur
- Jeux Olympiques Femmes depuis 1998
  - Meilleur résultat : 2ème
  - 1 fois deuxième en 1998

| Jeux olympiques     | Classement | Skip                 | Third             | Second           | Lead                 | Remplaçant         |
| ------------------- | ---------- | -------------------- | ----------------- | ---------------- | -------------------- | ------------------ |
| Nagano 1998         | Argent     | Helena Blach Lavrsen | Margit Pörtner    | Dorthe Holm      | Trine Qvist          | Jane Bidstrup      |
| Salt Lake City 2002 | 8e         | Lene Bidstrup        | Susanne Slotsager | Malene Krause    | Avijaja Lund Nielsen | Lisa Richardson    |
| Turin 2006          | 9e         | Dorthe Holm          | Denise Dupont     | Lene Nielsen     | Malene Krause        | Maria Poulsen      |
| Vancouver 2010      | 5e         | Angelina Jensen      | Denise Dupont     | Madeleine Dupont | Camilla Jensen       | Ane Hansen         |
| Sotchi 2014         | 6e         | Lene Nielsen         | Helle Simonsen    | Jeanne Ellegaard | Maria Poulsen        | Mette de Neergaard |
| Pyeongchang 2018    | 10e        | Madeleine Dupont     | Denise Dupont     | Julie Høgh       | Mathilde Halse       | Lina Knudsen       |

- Championnats du monde Femmes depuis 1979
  - Meilleur résultat : 1er
  - 1 fois premier en 1982
  - 2 fois deuxième en 2007, 1998
  - 4 fois troisième en 2009, 2001, 1999, 1997
- Championnats d'Europe Femmes depuis 1975
  - Meilleur résultat : 1er
  - 1 fois premier en 1994
  - 3 fois deuxième en 2002, 2001, 1997
  - 8 fois troisième en 2009, 2008, 2007, 2005, 2003, 1998, 1986, 1981

### Palmarès mixte
Titres, trophées et places d'honneur
- Jeux Olympiques : aucune participation
- Championnat du Monde Doubles Mixte depuis 2015 (2 participation(s))
  - Meilleur résultat : Qualifications pour les Quarts de finale en 2015

### Palmarès curling en fauteuil
| Jeux paralympiques | Classement | Skip          | Third         | Second          | Lead            | Remplaçant    |
| ------------------ | ---------- | ------------- | ------------- | --------------- | --------------- | ------------- |
| Turin 2006         | 5e         | Kenneth Ørbæk | Rosita Jensen | Jørn Kristensen | Sussie Pedersen | Bjarne Jensen |
| Vancouver 2010     | NC         | NC            | NC            | NC              | NC              | NC            |
| Sotchi 2014        | NC         | NC            | NC            | NC              | NC              | NC            |
| Pyeongchang 2018   | NC         | NC            | NC            | NC              | NC              | NC            |